# Zgv
zgv – przeglądarka plików graficznych dla SVGAlib oraz SDL napisana przez Russella Marksa. Wspiera ona następujące formaty: GIF, JPEG, PNG, BMP, PCX, PCD, TIFF. Ponadto umożliwia wybór plików za pomocą miniaturek, które są kompatybilne z xv, xzgv, oraz GIMPem. Istnieje także wersja zgv dla X11 wydana pod nazwą xzgv.